# André Rossi
Pour les articles homonymes, voir Rossi.
 (mai 2025).
André Rossi, né le 16 mai 1921 à Menton (Alpes-Maritimes) et mort le 22 août 1994 à Paris, est un homme politique français.

## Biographie
(août 2019).

### Jeunesse et études
André Rossi fait des études de droit et obtient un diplôme d'études supérieures de droit public.

### Parcours professionnel
Il entre ensuite dans l'administration préfectorale en 1947. Il est rapidement nommé sous-préfet.
Il est recruté en cabinet ministériel. Il passe deux ans au service de la Communauté européenne du charbon et de l'acier.
En 1962, il est élu maire de Chézy-sur-Marne. Il le reste jusqu'en 1971, date à laquelle il devient maire de Château-Thierry. Il occupe ce siège d'édile jusqu'en 1989.
Parallèlement, il est député de l'Aisne de 1958 à 1981, puis de et de 1986 à 1994. Il est aussi conseiller général du canton de Charly-sur-Marne de 1964 à 1994.
Il entre au gouvernement le 28 mai 1974, en tant que secrétaire d'État, porte-parole du gouvernement, et ce jusqu'au 25 août 1976. Il est ensuite nommé ministre du Commerce extérieur du 25 août 1976 au 31 mars 1978.
Il a été membre du Centre républicain puis vice-président du Parti radical valoisien.
À son décès en 1994, son suppléant, Renaud Dutreil lui succède comme député.

#### Résultats électoraux
| Candidat           | Candidat                  | Parti          | Premier tour | Premier tour | Second tour | Second tour |  |
| Candidat           | Candidat                  | Parti          | Voix         | %            | Voix        | %           |  |
| ------------------ | ------------------------- | -------------- | ------------ | ------------ | ----------- | ----------- |  |
|                    | André Rossi sortant réélu | CR (PDM)       | 23 807       | 42,60        | 26 885      | 48,48       |  |
|                    | Pierre Lemret             | PCF            | 14 351       | 25,68        | 17 563      | 31,67       |  |
|                    | Pierre-Robert Tranié      | UD-Ve          | 13 095       | 23,43        | 11 005      | 19,85       |  |
|                    | Michel Hérody             | PSU            | 4 627        | 8,28         |             |             |  |
|                    |                           |                |              |              |             |             |  |
| Inscrits           | Inscrits                  | Inscrits       | 67 454       | 100,00       | 67 452      | 100,00      |  |
| Abstentions        | Abstentions               | Abstentions    | 10 846       | 16,08        | 11 464      | 17          |  |
| Votants            | Votants                   | Votants        | 56 608       | 83,92        | 55 988      | 83          |  |
| Blancs et nuls     | Blancs et nuls            | Blancs et nuls | 728          | 1,29         | 535         | 0,96        |  |
| Exprimés           | Exprimés                  | Exprimés       | 55 880       | 98,71        | 55 453      | 99,04       |  |
| Source : Data.gouv |                           |                |              |              |             |             |  |

| Candidat              | Candidat                  | Parti          | Premier tour | Premier tour | Second tour | Second tour |  |
| Candidat              | Candidat                  | Parti          | Voix         | %            | Voix        | %           |  |
| --------------------- | ------------------------- | -------------- | ------------ | ------------ | ----------- | ----------- |  |
|                       | André Rossi sortant réélu | PDM (CR)       | 21 368       | 39,14        | 33 736      | 67,27       |  |
|                       | Jacques Moquet            | UDR (URP)      | 14 397       | 26,37        | Retrait     | Retrait     |  |
|                       | Pierre Lemret             | PCF            | 13 634       | 24,97        | 16 413      | 32,73       |  |
|                       | Michel Hérody             | PSU            | 2 822        | 5,17         |             |             |  |
|                       | Bertrand de la Rocque     | RI             | 1 951        | 3,57         |             |             |  |
|                       | Michel Poindron           | Divers (MTD)   | 423          | 0,77         |             |             |  |
|                       |                           |                |              |              |             |             |  |
| Inscrits              | Inscrits                  | Inscrits       | 67 227       | 100,00       | 67 214      | 100,00      |  |
| Abstentions           | Abstentions               | Abstentions    | 12 102       | 18           | 14 325      | 21,31       |  |
| Votants               | Votants                   | Votants        | 55 125       | 82           | 52 889      | 78,69       |  |
| Blancs et nuls        | Blancs et nuls            | Blancs et nuls | 530          | 0,96         | 2 740       | 5,18        |  |
| Exprimés              | Exprimés                  | Exprimés       | 54 595       | 99,04        | 50 149      | 94,82       |  |
| Source : data.gouv.fr |                           |                |              |              |             |             |  |

| Candidat           | Candidat                   | Parti          | Premier tour | Premier tour | Second tour | Second tour |  |
| Candidat           | Candidat                   | Parti          | Voix         | %            | Voix        | %           |  |
| ------------------ | -------------------------- | -------------- | ------------ | ------------ | ----------- | ----------- |  |
|                    | André Rossi sortant réélu  | MR (CR)        | 24 650       | 40,79        | 34 193      | 56,64       |  |
|                    | Pierre Lemret              | PCF            | 17 827       | 29,50        | 26 181      | 43,36       |  |
|                    | Rémi Lédée                 | UDR (URP)      | 9 455        | 15,65        | Retrait     | Retrait     |  |
|                    | Antoine-François Donsimoni | PS (UGSD)      | 8 493        | 14,06        | Retrait     | Retrait     |  |
|                    |                            |                |              |              |             |             |  |
| Inscrits           | Inscrits                   | Inscrits       | 73 204       | 100,00       | 73 222      | 100,00      |  |
| Abstentions        | Abstentions                | Abstentions    | 11 784       | 16,1         | 11 466      | 15,66       |  |
| Votants            | Votants                    | Votants        | 61 420       | 83,9         | 61 756      | 84,34       |  |
| Blancs et nuls     | Blancs et nuls             | Blancs et nuls | 995          | 1,62         | 1 382       | 2,24        |  |
| Exprimés           | Exprimés                   | Exprimés       | 60 425       | 98,38        | 60 374      | 97,76       |  |
| Source : Data.gouv |                            |                |              |              |             |             |  |

| Candidat       | Candidat           | Parti           | Premier tour | Premier tour | Second tour | Second tour |  |
| Candidat       | Candidat           | Parti           | Voix         | %            | Voix        | %           |  |
| -------------- | ------------------ | --------------- | ------------ | ------------ | ----------- | ----------- |  |
|                | André Rossi élu    | UDF (Rad) (URC) | 21 282       | 45,08        | 25 521      | 50,04       |  |
|                | Dominique Jourdain | PS              | 16 029       | 33,95        | 25 479      | 49,96       |  |
|                | Marcel Rousseau    | PCF             | 5 750        | 12,18        |             |             |  |
|                | Hubert Potel       | FN              | 4 150        | 8,79         |             |             |  |
|                |                    |                 |              |              |             |             |  |
| Inscrits       | Inscrits           | Inscrits        | 70 213       | 100,00       | 70 209      | 100,00      |  |
| Abstentions    | Abstentions        | Abstentions     | 22 307       | 31,77        | 18 325      | 26,1        |  |
| Votants        | Votants            | Votants         | 47 906       | 68,23        | 51 884      | 73,9        |  |
| Blancs et nuls | Blancs et nuls     | Blancs et nuls  | 695          | 1,45         | 884         | 1,7         |  |
| Exprimés       | Exprimés           | Exprimés        | 47 211       | 98,55        | 51 000      | 98,3        |  |

| Candidat       | Candidat                  | Parti          | Premier tour | Premier tour | Second tour | Second tour |  |
| Candidat       | Candidat                  | Parti          | Voix         | %            | Voix        | %           |  |
| -------------- | ------------------------- | -------------- | ------------ | ------------ | ----------- | ----------- |  |
|                | André Rossi sortant réélu | UDF (Rad)      | 21 287       | 43,75        | 29 956      | 63,00       |  |
|                | Dominique Jourdain        | PS (ADFP)      | 7 981        | 16,40        | 17 592      | 37,00       |  |
|                | Colette Fecci-Pinatel     | FN             | 7 356        | 15,12        |             |             |  |
|                | Marcel Rousseau           | PCF            | 4 196        | 8,62         |             |             |  |
|                | Jean-François Gérak       | GÉ (EÉ)        | 2 806        | 5,77         |             |             |  |
|                | Eliane Troubady           | LT-LNÉ         | 2 026        | 4,16         |             |             |  |
|                | Amanda Helleu             | LO             | 1 270        | 2,61         |             |             |  |
|                | Daniel Trocmé             | Extrême gauche | 988          | 2,03         |             |             |  |
|                | Michel Mouilleseaux       | CNIP           | 750          | 1,54         |             |             |  |
|                |                           |                |              |              |             |             |  |
| Inscrits       | Inscrits                  | Inscrits       | 72 903       | 100,00       | 72 894      | 100,00      |  |
| Abstentions    | Abstentions               | Abstentions    | 21 872       | 30           | 21 556      | 29,57       |  |
| Votants        | Votants                   | Votants        | 51 031       | 70           | 51 338      | 70,43       |  |
| Blancs et nuls | Blancs et nuls            | Blancs et nuls | 2 371        | 4,65         | 3 790       | 7,38        |  |
| Exprimés       | Exprimés                  | Exprimés       | 48 660       | 95,35        | 47 548      | 92,62       |  |